# Elezioni presidenziali negli Stati Uniti d'America del 1788-89
Le elezioni presidenziali statunitensi del 1788-1789 furono le prime che si tennero nella Federazione. Prima dell'entrata in vigore della Costituzione del 1787, gli Stati Uniti non avevano un autentico capo esecutivo. Nel sistema degli Articoli della Confederazione era previsto un ufficio corrispondente in capo al presidente del Congresso Continentale: un ruolo simile a quello dello speaker della camera dei Rappresentanti o del presidente del senato degli Stati Uniti.
Il sistema elettorale prevedeva in origine che ogni grande elettore esprimesse due preferenze. Il candidato che otteneva la maggioranza assoluta dei voti elettorali risultava eletto presidente. Il candidato che otteneva la maggioranza semplice dei voti restanti era eletto vicepresidente. Il XII emendamento della Costituzione, ratificato nel 1804, avrebbe modificato questo sistema richiedendo l'espressione di voti distinti per la presidenza e la vicepresidenza.
Le elezioni furono vinte da George Washington quasi senza rivali. Enormi erano infatti il suo prestigio e la sua popolarità, anche grazie al contributo offerto alla stesura della Costituzione nella Convenzione di Filadelfia. Washington ottenne l'unanimità. Dietro di lui John Adams, grazie alla seconda preferenza, raccolse 34 voti elettorali e divenne così il primissimo  vicepresidente degli Stati Uniti.

## Candidati
- John Adams, ex ministro presso il Regno di Gran Bretagna, del Massachusetts
- James Armstrong, politico, della Georgia
- George Clinton, governatore di New York
- Robert Hanson Harrison, giudice, del Maryland
- John Hancock, governatore del Massachusetts ed ex presidente del Congresso
- Samuel Huntington, governatore del Connecticut
- John Jay, segretario per gli affari esteri, di New York
- Benjamin Lincoln, vicegovernatore del Massachusetts
- John Milton, segretario di Stato della Georgia
- John Rutledge, ex governatore della Carolina del Sud
- Edward Telfair, ex governatore della Georgia
- George Washington, ex comandante in capo dell'Esercito Continentale, della Virginia

## Elezioni generali
Per via dell'inesistenza dei congressi politici, nelle elezioni del 1788 non vi fu scelta formale delle candidature. I fautori della Costituzione statunitense concordavano sulla necessità dell'elezione di Washington, e quando questi decise di interrompere il suo ritiro dalla vita pubblica per candidarsi non vi furono opposizioni. I singoli stati scelsero i loro grandi elettori, i quali votarono all'unanimità per Washington.
I grandi elettori usarono poi la seconda preferenza per sostenere gli altri candidati, e molti deviarono il loro voto da Adams, più che per dissenso nei suoi confronti, per evitare che ottenesse gli stessi voti di Washington.
Solo dieci dei tredici stati federati parteciparono a queste elezioni. La Carolina del Nord e il Rhode Island restarono esclusi, non avendo ancora ratificato la Carta costituzionale. New York non riuscì a selezionare gli otto grandi elettori che le spettavano a causa di uno stallo istituzionale.

### Voto popolare[1][2]
| Lista           | Voti   | %      |
| --------------- | ------ | ------ |
| Federalisti     | 39.624 | 90,5%  |
| Antifederalisti | 4.158  | 9,5%   |
| Totale          | 43.782 | 100,0% |

### Voto elettorale[4][5]
| Candidato          | Partito         | Stato            | Voti popolari | %    | Voti elettorali |
| ------------------ | --------------- | ---------------- | ------------- | ---- | --------------- |
| George Washington  | ‒               | Virginia         | 43.782        | 100% | 69              |
| John Adams         | Federalista     | Massachusetts    | 0             | 0%   | 34              |
| John Jay           | Federalista     | New York         | 0             | 0%   | 9               |
| Robert H. Harrison | Federalista     | Maryland         | 0             | 0%   | 6               |
| John Rutledge      | Federalista     | Carolina del Sud | 0             | 0%   | 6               |
| John Hancock       | Federalista     | Massachusetts    | 0             | 0%   | 4               |
| George Clinton     | Antifederalista | New York         | 0             | 0%   | 3               |
| Samuel Huntington  | Federalista     | Connecticut      | 0             | 0%   | 2               |
| John Milton        | Federalista     | Georgia          | 0             | 0%   | 2               |
| James Armstrong    | Federalista     | Georgia          | 0             | 0%   | 1               |
| Benjamin Lincoln   | Federalista     | Massachusetts    | 0             | 0%   | 1               |
| Edward Telfair     | Antifederalista | Georgia          | 0             | 0%   | 1               |
| Altri              | Altri           | Altri            | 0             | 0%   | 0               |
| Totale             | Totale          | Totale           | 43.782        | 100% | 138             |

### Composizione del collegio elettorale
| Metodo di selezione dei grandi elettori | Stati                                                    |
| --- | -------------------------------------------------------- |
| Gli elettori furono investiti dall'assemblea legislativa dello Stato. | Carolina del Sud Connecticut Georgia New Jersey New York |
| Due elettori furono investiti dall'assemblea legislativa dello Stato. I restanti furono selezionati dalla medesima da una lista formata con i due candidati più votati in ciascun distretto elettorale. | Massachusetts                                            |
| Gli elettori furono scelti con voto popolare in tutto lo Stato. Se nessun candidato avesse raggiunto la maggioranza assoluta, l'assemblea legislativa avrebbe scelto un elettore fra i due più votati.  | New Hampshire                                            |
| Lo Stato fu diviso in distretti elettorali, e ciascuno di essi espresse un elettore con voto popolare.                                                                                                  | Virginia                                                 |
| Gli elettori furono scelti dall'insieme dei voti popolari. | Maryland Pennsylvania                                    |
| Lo Stato non aveva ratificato la Costituzione e non aveva diritto a grandi elettori. | Carolina del Nord Rhode Island                           |

### Libri
- Jenson, Merrill et al., The Documentary History of the First Federal Elections, 1788–1790, Madison (Wisconsin), University of Wisconsin Press, 1976–1989, ISBN 0-299-06690-8.

### Web
- (EN) The Electoral Count for the Presidential Election of 1789, su The Papers of George Washington. URL consultato il 28 maggio 2011 (archiviato dall'url originale il 14 settembre 2013).
- (EN) A Historical Analysis of the Electoral College, su The Green Papers. URL consultato il 28 maggio 2011.